# Palais de la Radio (Rome)
Le Palais de la Radio (en italien, palazzo della Radio) est un bâtiment de Rome situé dans le quartier Della Vittoria.
Le bâtiment a été construit entre 1929 et 1931 et est devenu le siège de l'Agence italienne des Auditions Radiophoniques (EIAR), passant ensuite à la Rai, dont il était l'un des principaux sièges jusqu'à la construction du bâtiment de la direction générale en 1965, et est toujours le siège de Rai Radio.

## Histoire
Les travaux de construction ont commencé à l'automne 1929 et ont été achevés en 1931.

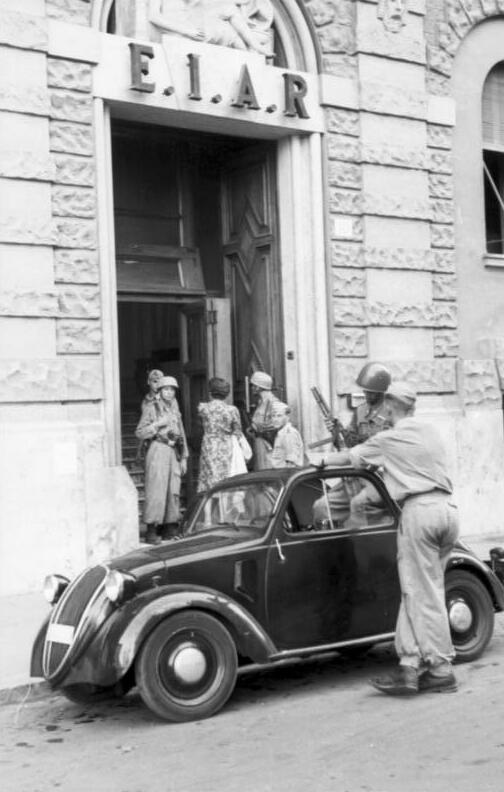
L'entrée du bâtiment en 1943 pendant l'occupation allemande des bureaux de l'EIAR (photo des Archives fédérales allemandes).

Durant la Seconde Guerre mondiale, après l'armistice de Cassibile, le bâtiment fut occupé par les troupes nazies le 10 septembre 1943, qui reprirent les émissions radiodiffusées diffusant de la propagande fasciste par la voix du lieutenant de la Wehrmacht Edmund Theil. En vue de la libération de Rome, qui eut lieu en juin 1944, les nazis en retraite détruisirent les émetteurs de Prato Smeraldo et de Santa Palomba, otant également tout l'équipement du bâtiment.
En 2022, le Fonds italien pour l'Environnement (FAI) en collaboration avec la Rai, pour célébrer le 90e anniversaire du bâtiment, a organisé des visites guidées à l'intérieur de celui-ci. Dans le cadre des célébrations, Rai Radio a organisé le concert Ennio's Dream à l'intérieur du palais, en mémoire du compositeur Ennio Morricone. Entre 2024 et 2025, dans le cadre des célébrations du centenaire de la radio et du 150e anniversaire de la naissance de Guglielmo Marconi, il a accueilli l'exposition Guglielmo Marconi - Essais de transmission, toujours en collaboration avec la FAI.